# Drop The Lime
Luca Venezia, bedre kendt som Drop The Lime, er en amerikansk electronicaproducer og dj fra New York.

## Diskografi
- I'm The Bully, mp3 (Binkcrsh)
- Surrender To The Sound, 12" (2003, Mutant Sniper Adventure)
- Sweet Desire, 12" (2003, Ambush)
- 1 For The Team, 12" (2004, Broklyn Beats)
- Gal Yu Nuh Beg, 12" (2004, Shockout)
- I Survived The Blackout, 7" (2004, 333 Recordings)
- Killy 123 EP, 12", (2004, Tigerbeat6)
- Tribute To Tiger, 12" (2005, Shockout)
- Step It Up, 12" EP (2005, Mirex)
- This Means Forever, LP (2005, Very Friendly/Tigerbeat6)
- Shotgun Wedding Volume 4, DJ Mix - Grime, Dubstep & 4x4. (2006, Violent Turd/Tigerbeat6)
- Shot Shot Hearts, EP (2006, Tigerbeat6)
- We Never Sleep, LP (2006, Tigerbeat6)
- Trouble & Bass TB001 White Label split w/ Math Head, EP (2006, Trouble & Bass/Adaadat)
- Bad Girlz, EP (2006, Rag & Bone)
- Bass Bandits, EP (2006, Flamin Hotz)
- Sky City Rising, EP (2007, Broklyn Beats)
- The Final Crackdown, EP (2007, Tiger Bass)
- Come 2 Life, Appears on Turbo Charged EP (2007, Trouble & Bass Recordings)
- Like Thunder, EP (2008, Trouble & Bass)
- Devil's Eyes, mp3 (2009, BACARDI B-LIVE)
- Sex Sax, mp3 (2010, Trouble & Bass)
- FabricLive.53, CD (2010, fabric)
- Enter the Night, CD (2012, Ultra Records)
- Enter The Nite Versions, CD (2012, Ultra Records)
- The Last Defender, cassette (2015, Dream Catalogue) (as Luca Venezia)